# Apochinomma formicaeforme
Apochinomma formicaeforme là một loài nhện trong họ Corinnidae.
Loài này thuộc chi Apochinomma. Apochinomma formicaeforme được miêu tả năm 1881 bởi Pavesi.